# Idactus nigroplagiatus
Idactus nigroplagiatus är en skalbaggsart som beskrevs av Stefan von Breuning 1935. Idactus nigroplagiatus ingår i släktet Idactus och familjen långhorningar. Inga underarter finns listade i Catalogue of Life.